# Astrid Folstad

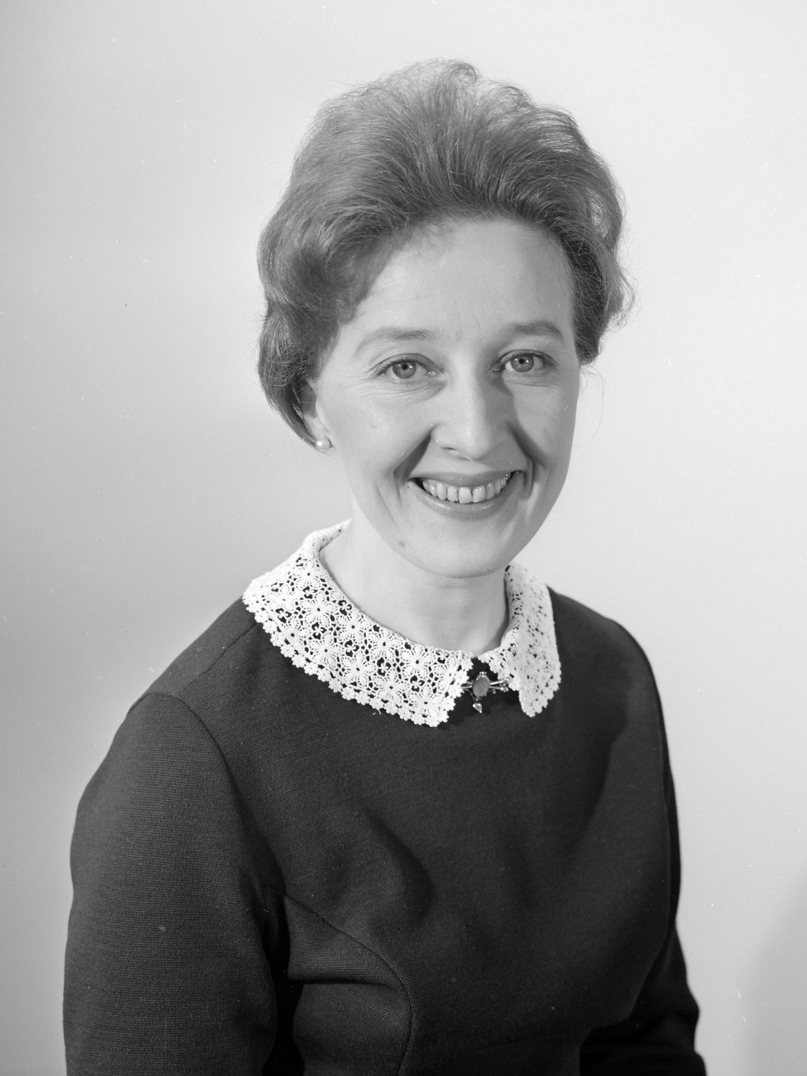
Astrid Folstad, 1967.

Astrid Folstad, född den 31 maj 1932 i Oslo, död den 21 januari 2009 i Bærum, var en norsk skådespelerska, från 1956 gift med skådespelaren Knut Risan.
Folstad debuterade 1955 på Det Norske Teatret, där hon strax gjorde intryck som Josie i Walter Mackens Home Is the Hero. Hon var anställd på Det Norske Teatret till 1959, då hon gick till Nationaltheatret. Här spelade hon flera betydande roller i norsk dramatik, bland annat titelrollen i Johan Falkbergets An-Magritt, fru Bernick i Henrik Ibsens Samhällets stöttepelare, fru Borkman i John Gabriel Borkman, fru Linde i Et dukkehjem, Rebekka West i Rosmersholm och Herlofs-Marte i Hans Wiers-Jenssens Anne Pedersdotter, samt i utländsk dramatik, bland annat Elektra, fru Peachum i Bertolt Brecht och Kurt Weills Tolvskillingsoperan, och kanske framför allt den ytterst krävande rollen som Winnie i Samuel Becketts Lyckliga dagar. Hon uppvisade ett kraftfullt realistiskt spel i tragedin, och i komedin hade hon en robust, ofta ironisk talang. Från 2000 arbetade hon särskilt med egna uppläsningar, ofta texter av Karen Blixen.
Folstad var också en central stöttepelare i filmer som Kjære Maren (1976), Vårnatt (1976) och Laila Mikkelsens Oss (1976).